# جيس سالغيرو
جيس سالغيرو (بالإنجليزية: Jess Salgueiro)‏ (ولدت في وينيبيغ، كندا) هي ممثلة كندية.

## روابط خارجية
- جيس سالغيرو على موقع IMDb (الإنجليزية)
- جيس سالغيرو على موقع قاعدة بيانات الفيلم (الإنجليزية)